# 山田千疇
山田 千疇（やまだ ちうね、1812年 - 1876年）は、尾張国中島郡中野村（のちの稲沢市）出身の国学者。

## 人物
尾張国中島郡中野村において、松平数馬に仕えた数右衛門の子金次郎として出生。歌は木村千斎に師事する。また、国学は植松茂岳に学ぶ。尾張藩に仕え、明倫堂の国学助教見習および神祇改役見習を歴任する。廃藩置県により、失職したのち教導職へと転じ、私塾を開いた。旧蔵書および自筆稿本を中心に260点が名古屋市蓬左文庫に寄託されている。

## 著作
- 『椋園時事録』[1]
- 『尾張神名帳集説』[1]
- 『尾張国式社座地目録』[1]